# Siphlonurus demaryi
Siphlonurus demaryi är en dagsländeart som beskrevs av Boris C. Kondratieff och Voshell 1981. Siphlonurus demaryi ingår i släktet Siphlonurus och familjen simdagsländor. Inga underarter finns listade i Catalogue of Life.